# Esperanza (République dominicaine)
Pour les articles homonymes, voir Esperanza.
Esperanza est une municipalité de la province de Valverde dans le nord de la République dominicaine.
La population était de 70 588 habitants en 2002.

## Personnalités
- José Leclerc (1993-), joueur de baseball né à Esperanza.